# David Werner Amram
David Werner Amram (geb. 16. Mai 1866 in Philadelphia; gest. 27. Juni 1939 in Beach Heaven, NJ) war ein US-amerikanischer Anwalt, Rechtsgelehrter, Judaist sowie früher Anhänger des Zionismus.

## Leben und Wirken
Amram kam als Sohn des Werner David Amram (1832–1913) und seiner Ehefrau Esther, geborene Hammerschlag (1825–1912) als ältestes von drei Kindern in Pennsylvania zur Welt. Sein Vater war Geschäftsmann und Besitzer der ersten Matzenbäckerei von Philadelphia. Seine Mutter war eine sehr engagierte Frau, die das jüdische Entbindungsheim von Philadelphia (Jewish Maternity Hospital of Philadelphia eröffnet 1909) mit begründete, auch war sie eine prominente Persönlichkeit im religiösen und philanthropischen Leben der jüdischen Gemeinde und darüber hinaus.
Seine Kenntnisse der hebräischen Sprache erwarb er in häuslicher Umgebung. Von 1883 bis 1887 besuchte er die University of Pennsylvania und schloss nach Erwerb des B. A. ein Jurastudium an, das er im Jahr 1889 mit einem LL. B. abschloss. Ein Jahr später erlangte er den M. A. Im Jahr 1906 wurde er Dozent an der University of Pennsylvania Law School, sechs Jahre später wurde er Juraprofessor. Bis zu seinem gesundheitlich bedingten Ruhestand im Jahr 1925 blieb er Mitglied der juristischen Fakultät.
Amram widmete sich intensiv der jüdischen Rechtswissenschaft. Den Rabbiner Marcus Jastrow bezeichnete er als Freund und Lehrer.
Im Jahr 1899 heiratete Amram seine erste Ehefrau Beulah Brylawski (1881–1924), die intellektuell viel erreicht hatte. Sie unterstützte ihn beim Schreiben seines wohl bedeutendsten Werkes The Makers of Hebrew Books in Italy (1909). Aus der Ehe gingen drei Kinder hervor. Auch nach seiner Erkrankung widmete Amram sich weiterhin seiner Forschung. Dabei unterstützte ihn sein Sohn Philip Werner Amram (1900–1990), der später sein Nachfolger wurde. Nach dem frühen Tod seiner ersten Ehefrau heiratete Amram im Jahr 1933 seine zweite Ehefrau Hortense Levy (1888–1977); die Ehe blieb kinderlos.
Amram gehörte zu den frühesten Anhängern der zionistischen Bewegung seines Landes. Er fungierte als Direktor der Federation of American Zionists und als Herausgeber der Monatszeitschrift „The Maccabean“, der offiziellen Zeitschrift der Zionist Organization of America. Er ist darüber hinaus auch für seine Tanach- und Talmudforschung und insbesondere zu Fragen der Halacha bekannt, zu denen er zahlreiche Publikationen veröffentlichte.
Amram ist der Großvater des Jazzmusikers und Komponisten Dave Amram.

## Publikationen
- The Jewish Law of Divorce According to Bible and Talmud (1896)
- Leading Cases in the Bible. (1905)
- The Makers of Hebrew Books in Italy. (1909)
- Jewish Law (1896)
- Jewish Education (1898)
- Maimonides as a Codifier of the Law (1904)
- Ancient Landmarks in Jewish Literature (1905)
- Retaliation and Compensation (1911)
- Leading Cases in the Bible. F.B. Rothman (1985)